# Idebo naturreservat
Idebo naturreservat är ett naturreservat i Boxholms kommun i Östergötlands län.
Området är naturskyddat sedan 2024 och är 44 hektar stort. Reservatet ligger på en udde i Sommen omfattar två områden och består av lövnaturskog.